# Фролов, Александр Филиппович (Герой Советского Союза)
Александр Филиппович Фролов (23 ноября 1918 — 11 января 1995) — полковник Советской Армии, участник Великой Отечественной войны, Герой Советского Союза (1942).

## Биография
Родился в селе Пронск (ныне — посёлок в Рязанской области). После окончания десяти классов школы в Ленинграде работал лаборантом на заводе. В 1938 году был призван на службу в Рабоче-крестьянскую Красную Армию. В 1940 году окончил Челябинское военное авиационное училище лётчиков-наблюдателей. С начала Великой Отечественной войны — на её фронтах.
К сентябрю 1942 года гвардии старший лейтенант Александр Фролов был штурманом звена 5-го гвардейского авиаполка 50-й авиадивизии АДД СССР. К тому времени он совершил 164 боевых вылетов на бомбардировку скоплений боевой техники и живой силы противника, его важных объектов, нанеся ему большие потери. Только самолётов им было уничтожено 14 на земле и ещё 4 — во время воздушных боёв.
Указом Президиума Верховного Совета СССР «О присвоении звания Героя Советского Союза начальствующему составу авиации дальнего действия Красной Армии» от 31 декабря 1942 года за «образцовое выполнение боевых заданий командования на фронте борьбы с немецкими захватчиками и проявленные при этом отвагу и геройство» гвардии старший лейтенант Александр Фролов был удостоен высокого звания Героя Советского Союза с вручением ордена Ленина и медали «Золотая Звезда» за номером 770.
После окончания войны продолжил службу в Советской Армии. В 1950 году окончил Высшую лётно-тактическую школу. В 1959 году в звании полковника Фролов был уволен в запас. Проживал и работал в Днепропетровске.
Скончался 11 января 1995 года, похоронен на Сурско-Литовском кладбище Днепропетровска.
Был также награждён тремя орденами Красного Знамени, двумя орденами Отечественной войны 1-й степени, орденом Красной Звезды и рядом медалей.